# Eremica molitor
Eremica molitor är en fjärilsart som beskrevs av Walsingham 1905. Eremica molitor ingår i släktet Eremica och familjen Symmocidae. Inga underarter finns listade i Catalogue of Life.